# Clypearia duckei
Clypearia duckei är en getingart som beskrevs av Richards 1978. Clypearia duckei ingår i släktet Clypearia och familjen getingar. Inga underarter finns listade i Catalogue of Life.